# Dave Mattacks
 (août 2021).
Si vous disposez d'ouvrages ou d'articles de référence ou si vous connaissez des sites web de qualité traitant du thème abordé ici, merci de compléter l'article en donnant les références utiles à sa vérifiabilité et en les liant à la section « Notes et références ».
Dave Mattacks (né le 13 mars 1948 à Edgware, Middlesex) est un batteur de rock et folk britannique. Il a notamment été à plusieurs reprises membre de Fairport Convention.
C'est également un batteur de studio renommé qui a participé à des albums de plusieurs artistes connus, notamment Elton John, Paul McCartney, George Harrison, Gary Brooker et Cat Stevens.

## Enregistrements avec
- Fairport Convention
- Kate and Anna McGarrigle
- Dr Strangely strange
- Chris Rea
- Ralph McTell
- The Chills
- Mickey Jupp
- Everything but the Girl
- Richard Thompson
- Georgie Fame
- Jethro Tull
- Ashley Hutchings
- Steeleye Span
- Feast of Fiddles
- Jimmy Page (Death Wish II)
- Judith Owen
- Nick Heyward

## Tournées avec
- Elton John
- Paul McCartney
- George Harrison
- Gary Brooker
- Cat Stevens
- Shelagh McDonald
- Judith Durham
- Mike Heron
- Incredible String Band
- XTC
- Loudon Wainwright III
- Mary Chapin Carpenter
- Brian Eno
- Alison Moyet
- Martin Phillipps
- Joan Armatrading
- The Proclaimers
- Elkie Brooks
- Nick Drake
- Mitch Winston
- Liane Carroll
- Sandy Denny
- Super Genius
- Four Piece Suit
- Barbara Dickson
- The Happy Kenneths
- The Barron Knights
- Beverley Craven
- Sebastian Santa Maria
- Shirley Collins
- Kajagoogoo
- Spirogyra
- Bill Nelson's Red Noise
- Brooks Williams
- Ayuo
- Debra Cowan
- Michael Wang
- Elaine O'Rourke
- The Dream Academy
- Phil Manzanera
- Jon Shain
- John Martyn